# Conodipara
Conodipara is een geslacht van vliesvleugeligen uit de familie Pteromalidae. De wetenschappelijke naam van dit geslacht is voor het eerst geldig gepubliceerd in 1972 door Hedqvist.

## Soorten
Het geslacht Conodipara is monotypisch en omvat slechts de volgende soort:
- Conodipara scutellata (Hedqvist, 1969)